# Kćeri Srca Isusova
Kćeri Srca Isusova ili Sestre Kćeri Srca Isusova, službeno Monaška Kongregacija Kćeri Srca Isusova, katolička su ženska kontemplativno-klauzurna redovnička družba koju je utemeljila blažena Marija od Isusa Deluil-Martiny 1873. u Belgiji. Radi bijelih habita poznate su i kao bijele redovnice. Karizma Reda je molitva i žrtva za Crkvu te za posvećenje svećenika i redovničkih zajednica u redovničkome životu posvećenu štovanju Srca Isusova i Euharistije. Geslo Družbe je On treba kraljevati! (1 Kor 15, 25). Generalna kuća Kongregacija nalazi se u Rimu.
U svim samostanima družbe odvijaju se cjelodnevno euharistijsko klanjanje Isusu u Presvetome Oltarskom Sakramentu, liturgijske i osobne zagovorne molitve i molitve zahvale na različite nakane (ponajprije za Crkvu, svećenike i redovnike) te daju zadovoljštine za grijehe. U zajednicama se redovito mole časoslov i krunica, slavi sveta misa te odvija klanjanje, uz rad i rekreaciju.
Samostani Družbe nalaze se u Lasinji, Rimu, Veneciji, Marseilleu, Hall in Tirolu i Schwyzu.

## Povijest
Marija Deluil-Martiny 27. veljače 1868., na savjet svojega duhovnika, stvara plan Djela Srca Isusova. U studenome iste godine posvećuje se Bogu potpisujući svoj čin posvete kao Marija od Isusa – Kći Srca Isusova. U rujnu 1872. odlazi u Belgiju i susreće se s kardinalom Dechampsom, koji podupire osnivanje Družbe. Kongregacija je službeno utemeljena 20. lipnja 1873., na blagdan Srca Isusova, u Berchemu (tada predgrađu Antwerpena), u kući u kojoj odmah po osnutku počinje euharistijsko klanjanje. 1878. sestrama je povjerena Nacionalna bazilika Srca Isusova. Utemeljiteljica Marija od Isusa na obiteljskome posjedu La Servianne u Marseilleu osniva 1879. treći samostan Kongregacije, u kojemu ju 1884. hitcem ubija samostanski vrtlar, anarhist.
Mariju od Isusa Deluil-Martiny blaženom je proglasio sv. Ivan Pavao II. 22. listopada 1989. u Bazilici svetoga Petra u Rimu.
Tijelo blaženice u potpunosti je očuvano neraspadnuto te je izloženo na čašćenje u samostanskoj crkvi u Rimu.

### Dolazak u Hrvatsku
Blaženi Alojzije Stepinac upoznao se sa sestrama u Rimu te je želio njihov dolazak u Hrvatsku kao duhovnu pomoć svećenicima. Zbog ratnih neprilika tada to nije bilo moguće ostvariti. Ova je zamisao ostvarena 2007. godine kada su prve sestre stigle u Hrvatsku, u župu Lasinja nedaleko od Zagreba. Danas u Kongregaciji djeluje 21 Hrvatica.

## Duhovnost
Sestre se tijekom dana izmjenjuju u molitvi pred Presvetim Sakramentom u ime Crkve za sve njezine potrebe. Časte svećeništvo Isusa Krista u njegovoj trajnoj žrtvi koja se prinosi na svim oltarima svijeta.
Tišina je vrlo važan dio njihove monaške svakodnevnice te redovnicama služi da se usredotoče na produbljenje odnosa s Bogom i Crkvom. Cilj redovnica je predstavljati čovječanstvo pri uzvraćanju ljubavi Srcu Isusovu. U Pravilo Reda uključeno je ispunjavanje svih želja Srca Isusova objavljenih sv. Margareti Mariji Alacoque. Nasljeduju sv. Ignacija u revnosti za slavom Božjom kao i u poslušnosti autoritetu. Uzor im je Presveta Djevica Marija pod križem te nakon Isusova uzašašća na nebo, kao pomoćnica Crkve i apostola, tj. svećenika. Poput Marije, svojim skrivenim životom, molitvama i žrtvama podržavaju svećenike i Crkvu. 

### Svakodnevni život
Premda njeguju tišinu, žive u zajedništvu koje uključuje zajedničke objede, molitvu u koru, rekreaciju te različita zaduženja (kućanski poslovi, obrađivanje vrta, šivanje, priprema liturgije, učenje stranih jezika, prevođenje, promicanje pobožnosti Srcu Isusovu itd.). Osim toga, bave se i različitim ručnim radovima poput izrade bijelog škapulara Srca Isusova i Marijina, štitova Srca Isusova, relikvija, krunica, dijelova oltarnog ruha, svijeća i slastica. 

### Formacija
Formacija do polaganja svečanih redovničkih zavjeta traje oko devet godina te obuhvaća vrijeme postulature, novicijata i privremenih zavjeta. Nakon polaganja svečanih, doživotnih zavjeta, redovnice vjeruju da se trajna formacija nastavlja kroz »neprekidni rast« i »produbljivanje redovničkoga života«.